# Eukoenenia maros
Eukoenenia maros is een spinnensoort in de taxonomische indeling van de Palpigradi.
Het dier komt uit het geslacht Eukoenenia. Eukoenenia maros werd in 1992 beschreven door Condé.